# Nitrilsulfide

Allgemeine Struktur von Nitrilsulfiden

Nitrilsulfide sind eine Stoffgruppe der organischen Chemie. Es handelt sich um zwitterionische Cyanoverbindungen mit einem zusätzlichen an das Stickstoffatom gebundenen Schwefelatom. Formal sind sie Derivate von Nitrilen. Die Verbindungen sind sehr instabil und können kaum isoliert werden, haben aber Bedeutung als kurzlebige Reagenzien in der Synthese von Heterocyclen.

## Herstellung
Hersgestellt werden sie in der Regel durch die Thermolyse eines fünfgliedrigen Heterocyclus, der eine CNS-Einheit aufweist. So reagieren Derivate von 1,3,4-Oxathiazol-2-on unter Abspaltung von Kohlenstoffdioxid. Ein Beispiel ist die Zersetzung von 4-Phenyl-1,3,4-oxathiazol-2-on in Chlorbenzol bei 130 °C Derivate von 1,3,4-Dithiazol-2-on reagieren analog unter Abspaltung von Carbonylsulfid. Ein Beispiel hierfür ist die Thermolyse von 5-Methyl-1,3,4-dithiazol-2-on oder  5-Phenyl-1,3,4-dithiazol-2-on in Mesitylen bei 160 °C. Eine Herstellungsmethode, die nicht von Heterocyclen ausgeht, verwendet Iminoschwefeldifluoride, die unter Reaktion mit Natriumfluorid Fluorwasserstoff abspalten.

## Vertreter und Eigenschaften
Die meisten Studien zu Nitrilsulfiden befassten sich mit aromatischen Vertretern, daneben sind aber auch Verbindungen mit Alkylgruppen oder Vinylgruppe bekannt. Nitrilsulfide sind deutlich instabiler als die analogen Nitriloxide und eine Isolierung ist selbst bei sterisch gehinderten Derivaten meist nicht möglich. Eine Matrixisolation von Nitrilsulfiden ist möglich, dabei zersetzen sich die Verbindungen bei Erwärmen auf etwa 140 Kelvin (etwa −130 °C). Die Zersetzung erfolgt zu Nitrilen unter Freisetzung von Schwefel.

## Reaktionen
Wegen ihrer Instabilität werden Nitrilsulfide in situ hergestellt und direkt in einer Reaktion umgesetzt. Sie werden vor allem in 1,3-dipolaren Cycloadditionen eingesetzt, um Heterocyclen herzustellen. Im Allgemeinen funktionieren die Reaktionen am besten mit elektronenreichen Nitrilsulfiden und elektronenarmen Dipolarophilen. Aromatische Nitrilsulfide reagieren leicht mit elektrophilen Dipolarophilen, beispielsweise elektronenarmen Alkinen, Cyanoverbingungen wie Cyanameisensäureethylester, aromatischen Nitrilen, Trichloracetonitril, Acylcyaniden sowie aromatischen Thiocyanaten und Selenocyanaten. Sie reagieren mit einer Cyanogruppe in Tetracyanoethylen, nicht mit der Doppelbindung. Ebenso sind gut Reaktionen mit Aldehyden und Ketonen mit elektronenziehenden Gruppen möglich, beispielsweise Chloral, Hexachloraceton oder Trifluoracetophenon. In mehreren Fällen wurde Acetylendicarbonsäuredimethylester verwendet, um entstehende Nitrilsulfide abzufangen.